# Observatorio de Aves Eyre

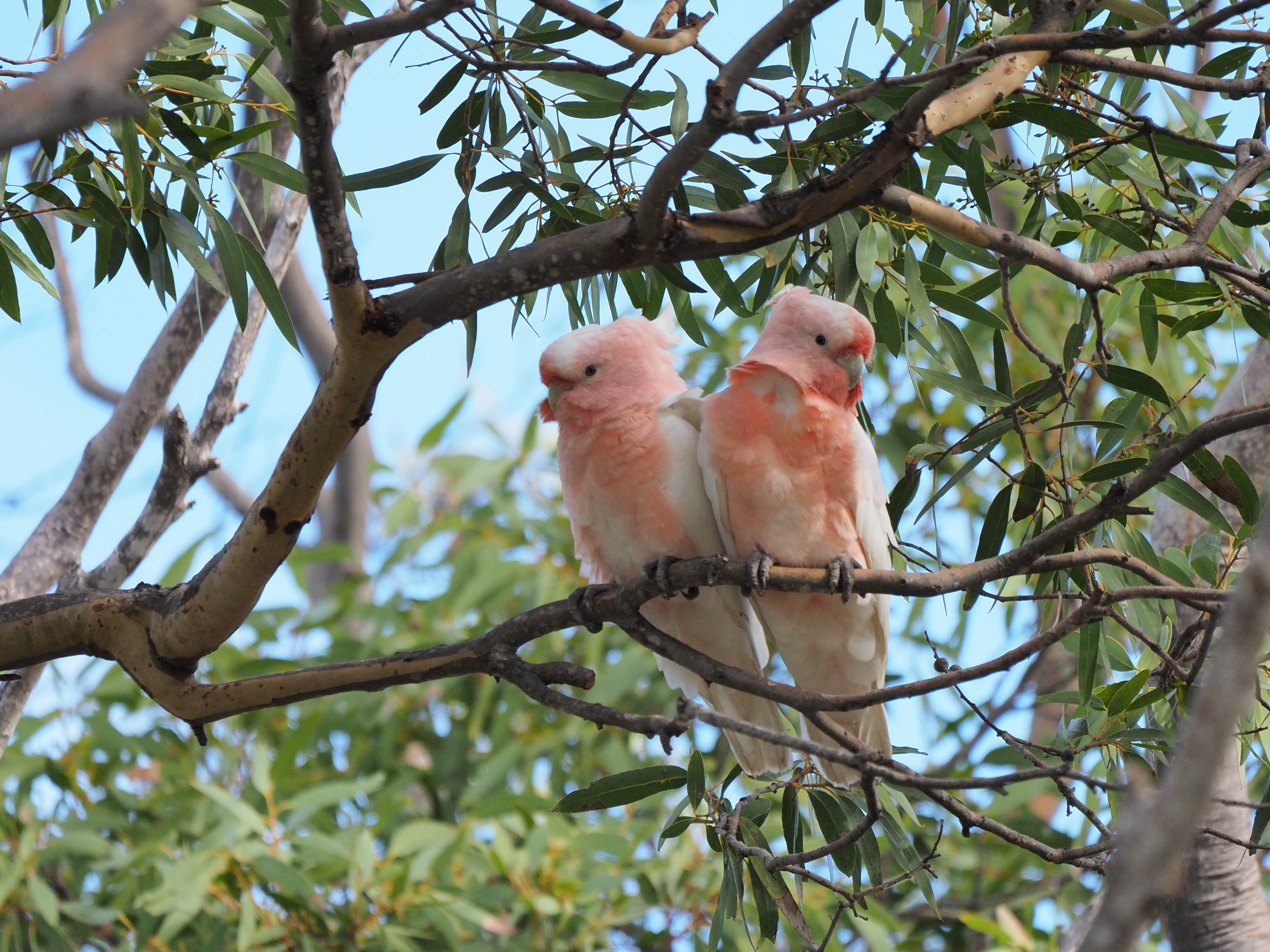
Observatorio de Aves Eyre, Cocklebiddy, Australia Occidental.

El Observatorio de Aves Eyre (Eyre Bird Observatory) es una instalación educacional, científica y recreativa en la Reserva Natural Nuytsland, Australia Occidental. 
Cocklebiddy, es la más cercana localidad en la Autopista Eyre 49 km al norte. Se encuentra entre la Llanura de Nullarbor al norte y la Gran Bahía Australiana al sur, se sitúa en uno de los lugares menos poblados del continente australiano. Se estableció en 1977 por la Royal Australasian Ornithologists Union en la abandonada Estación de Telégrafo de Eyre como el primer observatorio, para proveer una base para el estudio y disfrute de las aves del área.
La temperatura más baja oficial de Australia Occidental de -7.2 °C fue registrada en el Observatorio de Aves Eyre el 17 de agosto de 2008.